# Lobobunaea mitfordi
Lobobunaea mitfordi är en fjärilsart som beskrevs av Kirby 1892. Lobobunaea mitfordi ingår i släktet Lobobunaea och familjen påfågelsspinnare. Inga underarter finns listade i Catalogue of Life.